# Bours, Hautes-Pyrénées
Bours är en kommun i departementet Hautes-Pyrénées i regionen Occitanien i sydvästra Frankrike. Kommunen ligger i kantonen Aureilhan som tillhör arrondissementet Tarbes. År 2022 hade Bours 889 invånare.

## Befolkningsutveckling
Antalet invånare i kommunen Bours
| Referens: INSEE |